# Phoxinus colchicus
Phoxinus colchicus är en fiskart som beskrevs av Berg, 1910. Phoxinus colchicus ingår i släktet Phoxinus och familjen karpfiskar. IUCN kategoriserar arten globalt som livskraftig. Inga underarter finns listade i Catalogue of Life.